# Galaria
Galaria è un'antica città della Sicilia centro orientale, per molto tempo erroneamente ritenuta ricadente nel territorio del comune di Gagliano Castelferrato, mentre seguendo le indicazioni di Diodoro è molto probabile ritenerne la sua collocazione tra Centuripe e Paternò.

## Storia
Galaria, secondo Stefano di Bisanzio (Ethnica, 196,11), fu fondata da Morgete, re dei Morgeti (da cui prendono il nome la valle dei Margi e la città di Morgantina, da lui fondata nel X secolo a.C.).
Successivamente Diodoro (XVI, 82) narra che nel 338 a.C. Timoleonte distrusse i centri campani di Aitna e di Galaria, massacrando i mercenari che gli si erano ribellati schierandosi al fianco di Mamerco, tiranno di Katane, spezzando la famosa coalizione o "symmachia".
Si accenna inoltre nel libro XIX, 104 della Bibliotheca historica di Diodoro che nel 312/311 a.C. i siracusani anti Agatocle guidati da Dinocrate organizzarono un'azione simultanea contro le vicine Centuripe e Galaria, chiamati dagli abitanti scontenti del trattamento di Agatocle (subito dopo però Agatocle riconquistò ambedue le città). Da questi ultimi due aneddoti narrateci da Diodoro, si evince sia che Aitna, Centuripe, Galaria si trovavano molto vicine (Poggio Cocola si trova a metà strada tra Centuripe e Civita di S.M.Licodia)
Galaria è inoltre ricordata da Diodoro Siculo (Bibliotheca historica, libro XVI, 67, 3) tra le poche città che mandarono soldati (per la precisione mille) in aiuto di Entella (anch'essa ricolonizzata con altri soldati mercenari italici-probabilmente Campani) contro il suo assedio da parte dei Cartaginesi nel 345 a.C..; questo aneddoto fa intuire che Galaria fu ricolonizzata da truppe mercenarie italiche (probabilmente dopo lo sterminio del 312/311 a.c.), visto che fu tra le pochissime città antiche a sentirsi in dovere di mandare un suo piccolo contingente in aiuto dei suoi consanguinei di Entella.
Plinio il Vecchio (Naturalis historia, libro III, 14) novera i Galarini come abitanti di città "stipendiaria".